# Jack Markell
Jack Alan Markell (Newark, 26 novembre 1960) è un politico statunitense, governatore del Delaware dal 2009 al 2017 e ambasciatore in Italia e a San Marino dal 2023 al 2025.

## Biografia
Nel 2008 Markell è stato eletto governatore del Delaware, di cui è stato il primo governatore ebreo, con il 67% dei voti, battendo il repubblicano William Swain Lee. Viene rieletto governatore nel 2012, battendo il repubblicano Jeff Cragg.
A partire dall'11 febbraio 2022 ricopre la carica di ambasciatore dell'Organizzazione per la cooperazione e lo sviluppo economico. 
Il 13 maggio 2023 viene nominato dal Presidente Joe Biden come ambasciatore in Italia e a San Marino.